# Gull terrier
Il Gull Terrier o  Gull Terr o South Asian Gull Terrier o South Asian Gull Terr o Indian Bull Terrier o Indo-Pakistani Bull Terrier o anche Bull Terr è una rara razza di cane originaria della regione del Punjab in Pakistan e India; si ritiene che abbia diverse centinaia di anni.
Sono spesso usati nei combattimenti tra cani, nella caccia e nella guardia.
Il Gull Terrier è imparentato con le razze Bull Terrier che provengono dalla Gran Bretagna. Queste razze canine inglesi, insieme a quelle originarie del subcontinente indiano come il Bully Kutta, hanno svolto un ruolo importante nello sviluppo dell'allevamento del Gull Terrier e sono considerati un diretto antenato del moderno Gull Terrier.